# Convenção do Partido Republicano de Washington em 2012
Os caucuses do Partido Republicano de Washington foram realizados em 3 de março de 2012. Desde 1992, os republicanos de Washington faziam uma primária presidencial para saber a preferência dos eleitores, além das convenções partidárias. A primária, entretanto, foi cancelada neste ano por razões orçamentais, como foi em 2004.  Os caucuses de Washington foram do tipo fechado, onde apenas os eleitores republicanos participam.

## Sistema de caucuses
Os caucuses iniciais foram realizadas em 3 de março de 2012, com os eleitores indo aos locais do caucus (o mesmo que em uma eleição primária). No entanto, a eleição não foi para os candidatos, mas para os delegados para as convenções municipais. As convenções por condados ocorreram todas em março e abril, cada um escolhendo seus delegados para as convenções estaduais que não estavam comprometidas a qualquer candidato. A convenção estadual é realizada entre 31 de maio e 2 de junho de 2012. Nesta ocasião, os delegados estaduais são legalmente comprometidos a um candidato para representá-lo na Convenção Nacional Republicana. Até esse momento, quaisquer "resultados" são apenas uma estimativa do que os caucuses estaduais estão a dar.

## Convenções
Não existe um sistema formal de atribuição de delegados aos candidatos antes da convenção estadual. Em cada reunião antes da convenção, os participantes decidem o melhor curso de ação para a eleição de delegados. Os 40 delegados eleitos na convenção estadual são legalmente obrigados a votar na sua preferência presidencial como declarada na convenção para a primeira votação na Convenção Nacional Republicana. Não há, contudo, qualquer obrigação de alinhar os resultados oficiais com os resultados da pesquisa de preferência presidencial. Os 3 delegados do Comitê Nacional Republicano (RNC) não são legalmente obrigados a votar em um candidato.
- 17 de março - 21 de abril: Convenções por condado e caucuses nos distritos legislativos elegem delegados para a convenção estadual.
- 31 de maio - 2 de junho: A convenção estadual elege 10 delegados para a Convenção Nacional. Os delegados de cada um dos dez caucuses por distrito congressional elegem separadamente 3 delegados para a Convenção Nacional cada um.

## Pesquisas de opinião
| Fonte da pesquisa                                              | Data                                 | 1º                | 2º                | 3º                | Outro                                                                                                  |
| -------------------------------------------------------------- | ------------------------------------ | ----------------- | ----------------- | ----------------- | --- |
| SurveyUSA Margem de erro: ±4.5% Entrevistados: 500             | 29 de fevereiro – 1 de março de 2012 | Mitt Romney 38%   | Rick Santorum 24% | Ron Paul 14%      | Newt Gingrich 10%, Barack Obama 6%, Outro 3%, Indeciso 6%                                              |
| Public Policy Polling Margem de erro: ±4.6% Entrevistados: 447 | 29 de fevereiro – 1 de março de 2012 | Mitt Romney 37%   | Rick Santorum 32% | Ron Paul 16%      | Newt Gingrich 13%, Outro/Não sabe 2%                                                                   |
| Public Policy Polling Margem de erro: ±4.9% Entrevistados: 400 | 16–19 de fevereiro de 2012           | Rick Santorum 38% | Mitt Romney 27%   | Ron Paul 15%      | Newt Gingrich 12%, Outro/Não sabe 8%                                                                   |
| Public Policy Polling Margem de erro: ±4.9% Entrevistados: 400 | 16–19 de fevereiro de 2012           | Rick Santorum 49% | Mitt Romney 28%   | Ron Paul 16%      | Não sabe 7%                                                                                            |
| SurveyUSA Margem de erro: ±7.7% Entrevistados: 169             | 16 de janeiro de 2012                | Mitt Romney 26%   | Newt Gingrich 22% | Rick Santorum 19% | Ron Paul 7%, Rick Perry 5%, Jon Huntsman 2%, Indeciso 18%                                              |
| Public Policy Polling Margem de erro: ±3.7% Entrevistados: 712 | 29–31 de outubro de 2010             | Sarah Palin 19%   | Mitt Romney 18%   | Mike Huckabee 17% | Newt Gingrich 15%, Tim Pawlenty 4%, Mitch Daniels 2%, Mike Pence 1%, John Thune 0%, Outro/Indeciso 24% |